# Yves Tavernier (ski alpin)
 (mars 2010).
Si vous disposez d'ouvrages ou d'articles de référence ou si vous connaissez des sites web de qualité traitant du thème abordé ici, merci de compléter l'article en donnant les références utiles à sa vérifiabilité et en les liant à la section « Notes et références ».
Pour les articles homonymes, voir Tavernier.
Yves Tavernier, né le 10 février 1962, est un ancien champion de ski alpin français.
Il a mis un terme à sa carrière après 9 titres de champion de France [Lesquels ?] (dont 6 en Elite). 

## Palmarès

### Jeux olympiques
- Jeux olympiques de 1984 à Sarajevo (Yougoslavie) :
  - Classé en Slalom Géant, 16ème position.
- Jeux olympiques de 1988 à Calgary (Alberta, Canada) :
  - Classé en Slalom Géant, 24ème position.
  - Classé en Super-G, 20ème position.

### Championnats du monde
| Épreuve / Édition           | Slalom géant | Slalom  | Combiné |
| Mondiaux 1982 Schladming    | Abandon      | -       | -       |
| Mondiaux 1985 Bormio        | 17e          | -       | 9e      |
| Mondiaux 1987 Crans-Montana | 19e          | Abandon | Abandon |
| Mondiaux 1989 Vail          | 15e          | -       | -       |

### Saison par saison
- Coupe du monde 1984 :

### Championnats de France
- Quintuple Champion de France de Slalom Géant en 1983[1], 1984, 1985, 1987 et 1988
- Champion de France de Slalom en 1982